# 노퍽주

노퍽 주의 위치

노퍽주(Norfolk)는 잉글랜드의 주로 주도는 노리치이며 면적은 5,372km2, 인구는 859,400명(2014년 기준), 인구 밀도는 160명/km2이다. 북서쪽으로는 링컨셔주, 남서쪽으로는 케임브리지셔주, 남쪽으로는 서퍽주, 동쪽과 북쪽으로는 북해와 접한다. 노퍽주 헤이즈버러에는 선사시대 유적인 헤이즈버러 발자국 유적가 있다.

## 관광
- 홀컴 홀

## 같이 보기
- 노퍽 농법